# جام کمپئونز
جام کمپئونز یک مسابقه دوستانه فوتبال سالانه در آمریکای شمالی است که بین قهرمان جام ام‌ال‌اس از لیگ برتر فوتبال ایالات متحده آمریکا و قهرمان سوپر جام مکزیک برگزار می‌شود. این مسابقات دوستانه توسط دو لیگ در سال ۲۰۱۸ تأسیس شد.

## فرمت
جام کمپئونز توسط برنده جام ام‌ال‌اس، هرساله در نوامبر یا دسامبر برگزار می‌شود تا برنده فصل فوتبال لیگ برتر فوتبال ایالات متحده و سوپر جام مکزیک که هر ساله در ماه ژوئیه بین برندگان فصل‌های آغازین و پایانی برگزار می‌شود را تعیین کند. در لیگ مکزیک اگر یک تیم لیگ هر دو تورنمنت فصل‌های آغازین و پایانی را برنده شود، تیم به‌طور خودکار برنده سوپر جام می‌شود و در جام کمپئونز نیز شرکت خواهد کرد. این رقابت توسط تیم لیگ برتر فوتبال، مستقر در کانادا یا ایالات متحده، در پایان تابستان برگزار می‌شود. فرمت آن مشابه قهرمانی جام جی‌لیگ / جام سودامریکانا است که همیشه توسط تیم ژاپنی میزبانی می‌شود.
این دو لیگ قبلاً تیم‌هایی را در سوپرلیگا، که از سال ۲۰۰۷ تا ۲۰۱۰ برگزار می‌شد، به میدان فرستاده بودند و در حال حاضر در لیگ قهرمانان کونکاکاف رقابت می‌کنند. همکاری بین لیگ‌ها تا حدی توسط پیشنهاد مشترک آمریکای شمالی برای جام جهانی فوتبال ۲۰۲۶ و تمایل به بهبود سطح بازی در کونکاکاف تحریک شد. نسخه افتتاحیه به میزبانی تورنتو در بی‌ام‌او فیلد در تورنتو در ۱۹ سپتامبر ۲۰۱۸ برگزار شد و تیگرس اونال برنده شد. آتلانتا یونایتد اولین تیم ام‌ال‌اس بود که پس از شکست ۳–۲ باشگاه آمریکا در سال ۲۰۱۹، به قهرمانی رسید.
نسخه ۲۰۲۰، که قرار بود توسط سیاتل ساندرز میزبانی شود، به دلیل دنیاگیری کووید-۱۹ لغو شد. ام‌ال‌اس و لیگ مکزیک اعلام کردند که بازی در سال ۲۰۲۱ باز خواهد گشت. بازگشت جام کمپئونز با برد ۲–۰ کلمبوس کرو بر کروز آزول در لوور.کام فیلد در کلمبوس در ۲۹ سپتامبر ۲۰۲۱ به پایان رسید.

## نتایج
| سال  | باشگاه ام‌ال‌اس   | نتیجه       | باشگاه مکزیکی | مکان                              | تماشاگران |
| ---- | --------------- | ----------- | ------------- | --------------------------------- | --------- |
| ۲۰۱۸ | تورنتو          | ۱–۳         | تیگرس اونال   | بی‌ام‌او فیلد، تورنتو، انتاریو      | ۱۴،۸۲۳    |
| ۲۰۱۹ | آتلانتا یونایتد | ۳–۲         | آمریکا        | مرسدس-بنز، آتلانتا، جورجیا        | ۴۰،۱۲۸    |
| ۲۰۲۰ | سیاتل ساندرز    | کنسل شد     | —             | سنچوری لینک فیلد، سیاتل، واشینگتن | —         |
| ۲۰۲۱ | کلمبوس کرو      | ۲–۰         | کروز آزول     | لوور.کام فیلد، کلمبوس، اوهایو     | ۱۸،۰۲۶    |
| ۲۰۲۲ | نیویورک سیتی    | ۲–۰         | اطلس          | یانکی، برانکس، نیویورک            | ۲۴،۸۲۳    |
| ۲۰۲۳ | لس آنجلس        | ۰–۰ (۲–۴ پ) | تیگرس اونال   | بی‌ام‌او، لس آنجلس، کالیفرنیا       | ۲۰،۶۰۵    |
| ۲۰۲۴ | کلمبوس کرو      | ۱–۱ (۴–۵ پ) | آمریکا        | لوور.کام فیلد، کلمبوس، اوهایو     | ۲۰،۱۹۸    |

## قهرمانان

### باشگاهی
| باشگاه          | برد | باخت | سال حضور   |
| --------------- | --- | ---- | ---------- |
| تیگرس اونال     | ۲   | ۰    | ۲۰۱۸، ۲۰۲۳ |
| کلمبوس کرو      | ۱   | ۱    | ۲۰۲۱، ۲۰۲۴ |
| آمریکا          | ۱   | ۱    | ۲۰۱۹، ۲۰۲۴ |
| آتلانتا یونایتد | ۱   | ۰    | ۲۰۱۹       |
| نیویورک سیتی    | ۱   | ۰    | ۲۰۲۲       |
| تورنتو          | ۰   | ۱    | ۲۰۱۸       |
| کروز آزول       | ۰   | ۱    | ۲۰۲۱       |
| اطلس            | ۰   | ۱    | ۲۰۲۲       |
| لس آنجلس        | ۰   | ۱    | ۲۰۲۳       |

### کشوری
| کشور                | قهرمانی | نایب قهرمانی |
| ------------------- | ------- | ------------ |
| مکزیک               | ۳       | ۳            |
| ایالات متحده آمریکا | ۳       | ۲            |
| کانادا              | ۰       | ۱            |